# 다마키촌
다마키촌(環村)은 지바현 기미쓰군에 있던 촌이다. 

## 역사
- 1889년 4월 1일 - 정촌제 시행에 수반해 아마하군 다마키촌이 성립하였다.
- 1897년 4월 1일 - 군 통합에 의해 기미쓰군이 되었다.
- 1955년 4월 25일 - 세키토요촌과 합병해 미네가미촌이 신설되어, 동일 다마키촌은 폐지되었다.

## 교통

### 도로
- 나가사카이 가도